# Puya gutteana
Puya gutteana är en gräsväxtart som beskrevs av Wilhelm Weber. Puya gutteana ingår i släktet Puya och familjen Bromeliaceae. Inga underarter finns listade i Catalogue of Life.